# Andrea Bassani
Andrea Bassani (Lecco, 11 giugno 1989) è un cestista italiano.
Centro di 198 cm, ha disputato gli Europei 2014 con la Nazionale italiana 3×3.